# Pudor (pel·lícula)
Pudor és una pel·lícula espanyola, dramàtica, dirigida per Tristán Ulloa i David Ulloa estrenada en el 13 d'abril de 2007. És protagonitzada per Nancho Novo i Elvira Mínguez. Està basada en la novel·la homònima de Santiago Roncagliolo i narra diverses històries amb un denominador comú: el pudor. La seva qualificació és no recomanada per a menors de 13 anys.

## Argument
Pudor relata la història d'una família de classe mitjana que està enfonsant-se. El pare oculta una malaltia incurable, la mare és una dona enfonsada que rep missatges eròtics anònims, el fill veu fantasmes, la filla travessa la confusió de la pubertat i l'avi viu l'última oportunitat de l'amor. Malgrat compartir habitatge i experiències com qualsevol família, cadascun d'ells arrossega la seva solitud particular que els porta a sumir-se en una espiral d'incomunicació.

## Repartiment
La pel·lícula compta amb un gran repartiment. Nancho Novo és Alfredo, el pare de família que oculta la seva malaltia amb l'objectiu de no preocupar la seva família. Julia, la mare, és encarnada per Elvira Mínguez. Marisa, la filla major de la família que afronta els dubtes generats per la pubertat, és interpretada per Natalia Rodríguez. Celso Bugallo presa el paper de l'Avi que espera poder tornar a sentir l'amor abans de morir.

## Producció
La producció de la pel·lícula és a càrrec de José Antonio Félez. L'empresa productora de la pel·lícula és Tesela Producciones Cinemtográficas S.L. El rodatge va començar el 12 de juny de 2006 i va acabar el 2 d'agost del mateix any. És a dir, va tenir una durada de 51 dies. La pel·lícula es va rodar completament en Gijón, Astúries, Espanya. En total, la durada del llargmetratge és de 113 minuts i el seu metratge original va ser de 3.082 metres. La música de la pel·lícula va ser creada per David Crespo. La direcció de fotografia va ser a càrrec de David Omedes. Les cambres que es van utilitzar van ser unes Arricam ST amb òptiques Zeiss UltraPrime.

## Llançament
El tràiler de la pel·lícula, amb una durada de 3 minuts, va ser qualificat com no apte per a menors de tretze anys. Més tard, la resolució publicada el 13 de setembre de 2007 sobre el llargmetratge complet, va tornar a qualificar-lo com no apte per a menors de 13 anys. La pel·lícula es va estrenar el 13 d'abril de 2007.

## Recepció
Amb 48.200 espectadors a Espanya, la pel·lícula va recaptar un total de 257.684,83 euros. La distribuïdora nacional de la pel·lícula va ser Alta Classics S.L. D'altra banda, en l'àmbit internacional es va encarregar Sogepaq Internacional. Pudor va aconseguir una crítica bona en periòdics d'Espanya:
| «                          | Molt fidel a l'esperit d'aquesta novel·la, encara que li falta l'humor negre de l'original. És una pel·lícula dura i aspra (...). Té algun error de cásting amb els personatges adults, però m'encanten els nens i les dues adolescents | » |
| — Carlos Boyero, El Mundo. | |   |

| «                              | Demolidor drama de personatges units pel dolor. (...) Tremendament ambiciosa (...) filmada amb una modernitat no exempta d'elegància | » |
| — Javier Ocaña: Diari El País. | |   |

## Premis
- Va ser nominada, en 2007, als Premis Goya per Millor Direcció Novell Tristán Ulloa i David Ulloa i Millor Guió Adaptat Tristán Ulloa.[7]
- Va ser guardonada, en el mateix any, al Festival de Màlaga amb el Premi a Millor Actriu per a Elvira Mínguez.[8]
- Va ser guardonada també al Festival Internacional de Cinema de Karlovy Vary amb el Premi a Millor Actriu per a Elvira Mínguez.[9]

## Finançament
La pel·lícula va aconseguir tres subvencions públiques:
| Ajudes a l'Amortització de Llargmetratges - General     | 638.854,57 € |
| Ajudes a la Conservació de Negatius i suports originals | 30.168,37 €  |
| Ajudes a la Minoració d'Interessos - Producció          | 29.100,00 €  |